# Georg Pelster
Georg Pelster (ur. 10 stycznia 1897 w Rheine, zm. 25 czerwca 1963) – niemiecki polityk, samorządowiec i związkowiec, parlamentarzysta krajowy i europejski.

## Życiorys
Od 1911 do 1915 kształcił się w zawodzie ślusarza i formierza, pracował następnie w tym zawodzie. Od 1914 należał do związku zawodowego Katholische Arbeitnehmer-Bewegung i branżowego Christlicher Metallarbeiterverband. Od 1919 do 1928 etatowy szef oddziałów CM w Osnabrück i Mülheim an der Ruhr, następnie pracownik centrali tego związku. Odbył kursy związane z prawem i ekonomią. Od 1933 do 1937 pozostawał bez zatrudnienia z powodów politycznych, później pracował jako księgowy. W 1944 wcielony do armii, pod koniec II wojny światowej dostał się na krótko do niewoli. Po wojnie zajął się odbudową związków zawodowych, w 1946 zasiadał także w sądzie pracy w Rheine/Coesfeld jako jego tymczasowy przewodniczący.
W okresie międzywojennym działacz Niemieckiej Partii Centrum. W 1945 należał do założycieli Unii Chrześcijańsko-Demokratycznej, kierował jej kołem powiatowym. Zasiadał w radzie powiatu Steinfurt, a od 1946 do 1948 był burmistrzem Rheine. W latach 1949–1961 członek Bundestagu, w 1961 przegrał wewnątrzpartyjną rywalizację o reelekcję. Od 1952 do 1958 był oddelegowany do Zgromadzenia EWWiS (protoplasty Parlamentu Europejskiego).